# Roslinda Samsu
Roslinda Samsu (* 9. Juni 1982 in Padang Terap) ist eine ehemalige malaysische Leichtathletin, die sich auf den Stabhochsprung spezialisiert hat. Sie ist Inhaberin der Landesrekorde im Freien und in der Halle und zählt mit zwei Goldmedaillen bei den Asienmeisterschaften sowie mehreren Titeln bei den Südostasienspielen zu den erfolgreichsten Leichtathletinnen ihres Landes.

## Sportliche Laufbahn
Erste internationale Erfahrungen sammelte Roslinda Samsu im Jahr 1999, als sie bei den erstmals ausgetragenen Jugendweltmeisterschaften in Bydgoszcz mit übersprungenen 3,20 m in der Qualifikationsrunde ausschied. Anschließend belegte sie bei den Juniorenasienmeisterschaften in Singapur mit 3,40 m den fünften Platz. Im Jahr darauf gelangte sie bei den Asienmeisterschaften in Jakarta mit 3,70 m auf Rang vier und 2001 gewann sie bei den Juniorenasienmeisterschaften in Bandar Seri Begawan mit 3,70 m die Silbermedaille, wie auch bei den Südostasienspielen im heimischen Kuala Lumpur mit 3,80 m, womit sie sich nur der Indonesierin Ni Putu Desi Margawati geschlagen geben musste. 2003 brachte sie bei der Sommer-Universiade in Daegu keinen gültigen Versuch zustande und sicherte sich anschließend mit 3,60 m die Bronzemedaille bei den Südostasienspielen in Hanoi hinter Margawati aus Indonesien und der Vietnamesin Lê Thị Phương. Im Jahr darauf gewann sie bei den erstmals ausgetragenen Hallenasienmeisterschaften in Teheran mit übersprungenen 4,00 m die Silbermedaille hinter der Chinesin Zhang Na und 2005 gewann sie bei den Asienmeisterschaften in Incheon mit 4,10 m die Bronzemedaille hinter der Chinesin Gao Shuying und Chang Ko-hsin aus Taiwan. Zudem siegte sie mit derselben Höhe bei den Südostasienspielen in Manila. Im Jahr darauf klassierte sie sich bei den Commonwealth Games in Melbourne mit 4,25 m auf dem vierten Platz und stellte später im spanischen Mataró mit 4,40 m einen neuen Landesrekord auf. Im Dezember nahm sie erstmals an den Asienspielen in Doha teil und gewann dort mit übersprungenen 4,30 m die Silbermedaille hinter Gao Shuying aus China.
2007 siegte sie bei den Asienmeisterschaften in Amman mit einer Höhe von 4,20 m und wurde anschließend bei den Studentenweltspielen in Bangkok mit derselben Höhe Fünfte. Daraufhin startete sie bei den Weltmeisterschaften in Osaka, verpasste dort aber mit 4,35 m den Finaleinzug und verteidigte dann bei den Südostasienspielen in Nakhon Ratchasima mit 4,00 m ihren Titel. Im Jahr darauf sicherte sie sich bei den Hallenasienmeisterschaften in Doha mit 4,10 m die Silbermedaille hinter der Japanerin Ikuko Nishikori. Im Sommer nahm sie an den Olympischen Sommerspielen in Peking teil, verpasste dort aber mit 4,30 m den Finaleinzug. 2009 schied sie bei den Weltmeisterschaften in Berlin mit 4,25 m in der Qualifikationsrunde aus und belegte anschließend bei den Asienmeisterschaften in Guangzhou mit 3,60 m den fünften Platz. Kurz darauf siegte sie mit 4,15 m erneut bei den Südostasienspielen in Vientiane. Im Jahr darauf siegte sie mit 4,00 m bei den Hallenasienmeisterschaften in Teheran und gelangte im Oktober bei den Commonwealth Games in Neu-Delhi mit einer Höhe von 3,95 m auf den zehnten Platz. Anschließend nahm sie erneut an den Asienspielen in Guangzhou teil und klassierte sich dort mit 4,00 m auf dem fünften Platz. 2011 siegte sie bei den Südostasienspielen in Palembang mit 4,20 m ein weiteres Mal und im Juli 2012 bestritt sie in Bottrop ihren letzten offiziellen Wettkampf und beendete daraufhin ihre aktive sportliche Karriere im Alter von 30 Jahren.
In den Jahren 2003 und 2004 wurde Samsu malaysische Meisterin im Stabhochsprung.

## Persönliche Bestleistungen
- Stabhochsprung (Freiluft): 4,40 m, 10. Juli 2006 in Mataró (malaysischer Rekord)
  - Stabhochsprung (Halle): 4,23 m, 14. März 2008 in Caotun (malaysischer Rekord)